# Mali Vareški
Mali Vareški (en italien : Vareschi Piccolo) est une localité de Croatie située en Istrie, dans la municipalité de Marčana, dans le comitat d'Istrie. En 2001, la localité comptait 96 habitants.

## Démographie
| 1948 | 1953 | 1961 | 1971 | 1981 | 1991 | 2001 |
| ---- | ---- | ---- | ---- | ---- | ---- | ---- |
| 110  | 109  | 117  | 86   | 113  | 104  | 96   |